# Kakeroma-jima
Kakeroma-jima (japanisch 加計呂麻島) ist eine Insel der Amami-Inseln in Japan. Andere Namen sind Kagenoshima (影の島, „Schatteninsel“) und Kakerōnoshima (かげろうの島). Die Insel gehört administrativ zur Stadt Setouchi im Landkreis Ōshima-gun der Präfektur Kagoshima.

## Geographie
Kakeroma-jima liegt südlich von Amami-Ōshima. Zwischen beiden Inseln liegt die Ōshima-Straße (大島海峡 Ōshima kaikyō). Kakeroma-jima hat eine Fläche von 77,39 km² bei einem Umfang von 147,5 km. Die höchste Erhebung erreicht 326 m. Einige Gebiete der Insel sind Teil des Amamiguntō-Nationalparks.
| Jahr          | 1995 | 2000 | 2005 | 2010 | 2015 | 2020 |
| ------------- | ---- | ---- | ---- | ---- | ---- | ---- |
| Einwohnerzahl | 1752 | 1704 | 1547 | 1428 | 1262 | 1080 |

## Flora und Fauna
Im Mai bis Juni blüht die Lilienart Lilium ukeyuri, die auf den Amami-Inseln Ukeshima, Yoroshima, Kakeroma-jima, Amami-Ōshima und Tokunoshima verbreitet ist. Die nach Ukeshima benannte Art gilt als vom Aussterben bedroht.
Auf der Insel ist unter anderem die Gekkoart Gekko vertebralis und die als gefährdet eingestufte Skinkart Plestiodon barbouri verbreitet. Zudem kommt die Nominatform der Giftnatternart Sinomicrurus japonicus vor. Letztere wird als potentiell gefährdet eingestuft. Stark gefährdet ist die Froschart Babina subaspera. Darüber hinaus ist auf der Insel der Prachthäher (Garrulus lidthi) aus der Gattung Garrulus verbreitet, welcher der Präfekturvogel von Kagoshima ist. Er ist auf den Amami-Inseln endemisch und gilt als gefährdet. Seine Nahrung sind Baumfrüchte wie Eicheln, beispielsweise von Quercus glauca und Castanopsis cuspidate. Auch die gefährdete Amamiwaldschnepfe ist auf der Insel verbreitet. Eine auf Kakeroma-jima vorkommende Art der Gespenstschrecken ist Orestes japonicus.

## Verkehr
Es bestehen Fährverbindungen vom Ikenma-Hafen (生間港) zu Häfen der Nachbarinseln, insbesondere dem Koniya-Hafen (古仁屋港) auf Amami-Ōshima.